# Бурэгхангай
Бурэгхангай (монг. Бүрэгхангай) — сомон аймака Булган, Монголия.
Центр сомона — посёлок Дархан находится в 90 километрах от города Булган и в 240 километрах от столицы страны — Улан-Батора.
В сомоне развито зерноводство. Есть школа, больница, торгово-культурные центры.

## География
На территории сомона расположились долины рек Орхон, Туул, Харуух. Возвышается гора Бурэгхангай (2000 метров). Здесь водятся олени, кабаны, косули, волки, корсаки, лисы. Произрастают берёзовые рощи.
Климат резко континентальный. Средняя температура января −20°С, июля +19°С. Годовая норма осадков составляет 270 мм.
Имеются запасы медной руды, золота, сырья для стройматериалов.

## Известные уроженцы
- Жамбын Дашдондог (1941—2017) — монгольский детский писатель, поэт, журналист, редактор. Заслуженный деятель культуры Монголии. Лауреат Государственной премии Монголии.